# Gustave Ollendorff
Pour les articles homonymes, voir Ollendorff.
Gustave Ollendorff, né le 4 mars 1850 à Paris et mort le 19 septembre 1891 à Saint-Cloud, est un haut fonctionnaire français.

## Biographie
Fils d’Heinrich Gottfried Ollendorff, l’inventeur de la méthode Ollendorff, après avoir appartenu à la direction des Beaux-Arts comme chef du bureau des Musées, Ollendorff a été directeur du personnel et de l’enseignement technique au ministère du Commerce, de l’Industrie et des Colonies.
Pendant les années préparatoires de l’Exposition universelle de 1889, il avait été le directeur du cabinet d’Édouard Lockroy, et avait pris une part très importante dans l’organisation de cette grande manifestation nationale, dont il fut un des promoteurs les plus utiles. « Petit, blond, les cheveux bouclés, souriant, sympathique, on le voyait alors à toutes les inaugurations et dans toutes les cérémonies officielles. »
Également connu comme conférencier, on lui doit la création de l’Association de la Jeunesse républicaine.
Ollendorff était de confession israélite .
Il était chevalier de la Légion d’honneur, ancien président de la conférence Molé-Tocqueville. Frère de l’éditeur Paul Ollendorff, il est mort dans sa quarante et unième année, après plus de deux années de maladie, à la suite d’un cancer à l’estomac.